# Veteran Intelligence Professionals for Sanity
Veteran Intelligence Professionals for Sanity (VIPS) (deutsch: Altgediente Nachrichtendienst-Profis für Vernunft) ist eine 2003 Vereinigung von meist ehemaligen US-amerikanischer Fachleuten aus dem Bereich der Nachrichtendienste und Nachrichtenauswertung. VIPS und seine Mitglieder kommentieren die Sicherheitspolitik der USA bzw. einzelne Aspekte davon kritisch. Sie versteht sich selbst als Organisation, die sich für ethisches Handeln, Integrität und gegen den Missbrauch von Geheimdienstinformationen einsetzen. Die Einschätzungen der Gruppierung werden jedoch auch als einseitig, unzutreffend oder Verschwörungsnarrative wiedergebend kritisiert.

## Geschichte
Die VIPS wurde 2003 gegründet, in Reaktion auf den mit bewussten Falschinformationen über Massenvernichtungswaffen  legitimierten Einmarsch in den Irak. Damals hatte die Gruppe 25 Mitglieder. Nachdem die Waffeninspekteure um David Kay feststellten, dass keine Massenvernichtungswaffen im Irak zu finden waren, schrieb Michael W. Robbins im Magazin Mother Jones, VIPS hätten einige der glaubwürdigsten und kritischsten Analysen des Umgangs der Regierung Bush mit Geheimdiensterkenntnissen vor der Irakinvasion erstellt.

## Kritik
Der Medienwissenschaftler Muhammad Idrees Ahmad von der University of Stirling wies in der Washington Post und in der The New Republic darauf hin, dass die von VIPS genutzten Quellen der Gruppe anonym  und ihre Erkenntnisse teils wörtlich von den Verschwörungs-Webseiten Global Research bzw. Alex Jones übernommen seien.
Am 3. August 2010 veröffentlichten VIPS ein Memorandum für den US-Präsidenten, in dem sie davor warnten, der israelischen Regierung zu trauen, und sie einen unabgesprochenen Militärschlag Israels gegen den Iran noch für den gleichen Monat voraussagten. Tatsächlich blieb die Lage zwischen Israel und dem Iran aufgrund des Iranischen Atomprogrammes zwar angespannt, konnte aber später durch ein Abkommen zeitweilig entschärft werden.
Am 31. August 2014 veröffentlichten acht VIPS-Mitglieder einen offenen Brief an die deutsche Bundeskanzlerin Angela Merkel, in dem sie davor warnten, kommerziell erhältliche Satellitenbilder als Beweis einer russischen Intervention in der Ukraine anzusehen. Zu den Unterzeichnern gehörten die frühere FBI-Agentin Coleen Rowley, sowie der frühere CIA-Analyst Ray McGovern, der den ehemaligen US-Präsidenten George H. W. Bush während seiner Zeit im Weißen Haus bis 1990 über die Geheimdienste beraten hatte. Auch William Binney, gehörte zu den Unterzeichnern. Die Süddeutsche Zeitung betonte, dass die Gruppe hier die offensichtlichen anderen Hinweise für die russische Intervention „ignoriere“. Tatsächlich kamen dort in nicht unbeträchtlichem Umfang „Freiwillige“ und Waffen der russischen Streitkräfte gegen ukrainische Regierungstruppen zum Einsatz.

## Mitglieder und Lenkungsausschuss
Mitglieder von VIPS sind ehemalige Mitarbeiter der US-Nachrichtendienste, der Ministerialbürokratie und des Diplomatischen Korps sowie nicht mehr aktive Offiziere der US-Streitkräfte. Dem Lenkungsausschuss gehörten 2017 an::
- Eugene D. Betit, ehemaliger Nachrichtenanalyst, Foreign Area Officer für die damalige Sowjetunion Defense Intelligence Agency/US-Armee
- William Binney, ehemaliger  NSA Technical Director for World Geopolitical & Military Analysis; Mitbegründer des NSA Signals Intelligence Automation Research Center
- Marshall Carter-Tripp, Diplomatin und ehemalige Leiterin einer Abteilung des Bureau of Intelligence and Research im US-Außenministerium (i. R.)
- Thomas Drake, ehemaliger  Analyst für die CIA, ehemaliger  Senior Executive Service des Signal Intelligence Directorate für die NSA
- Bogdan Dzakovic, ehemaliger  Team Leader of Federal Air Marshals und Red Team, FAA Security, (i. R.) (VIPS assoziiert)
- Robert Furukawa, Kapitän a. D., Civil Engineer Corps (CEC), United States Navy Reserve
- Philip Giraldi, Central Intelligence Agency, Operations Officer (i. R.)
- Mike Gravel, ehemaliger  Adjutant, Aufsichtsbeamter für höchste Geheimhaltungsstufe, Communications Intelligence Service; Beamter [special agent] des Counter Intelligence Corps und ehemaliger US-Senator
- Matthew Hoh, ehemaliger  Hauptmann, US Marine Corps  in Irak und Diplomat in Afghanistan (VIPS assoziiert)
- Larry C. Johnson, CIA und US-Außenministerium (i. R.)
- Michael S. Kearns, Hauptmann a. D., US Air Force; ehem. Überlebenstrainer [Master SERE Instructor] für Strategische Aufklärungsoperationen [Strategic Reconnaissance Operations] (NSA/DIA) und Spezialeinsatzkräfte [Special Mission Units, JSOC]
- John Brady Kiesling, ehemaliger Diplomat des Foreign Service
- John Kiriakou, ehemaliger  Analyst und Antiterrorspezialist, CIA, ehem. Senioranalyst [Senior Investigator] im Auswärtigen Ausschuss des Senats
- Linda Lewis, Politikanalystin, Zivilschutz gegen Massenvernichtungswaffen [WMD preparedness policy analyst], Landwirtschaftsministerium (i. R.) (VIPS assoziiert)
- Lisa Ling, Technischer Feldwebel a. D., US Air Force (VIPS assoziiert)
- Edward Loomis, ehemaliger NSA, Spezialist für Verschlüsselungsverfahren mit dem Computer, (i. R.)
- David MacMichael, ehemaliger Mitarbeiter National Intelligence Council
- Ray McGovern, ehemaliger Infanterie- und Nachrichtendienstoffizier der Armee und Analyst bei der CIA
- Elizabeth Murray, ehemaliger Deputy National Intelligence Officer für den Mittleren Osten, CIA und National Intelligence Council
- Torin Nelson, ehemaliger Intelligence Officer/Interrogator, Department of the Army, Verteidigungsministerium
- Todd E. Pierce, Major a. D., Army Judge Advocate
- Coleen Rowley, FBI Special Agent und Juristin [Minneapolis Division Legal Counsel]
- Scott Ritter, ehemaliger  Major, USMC, und ehem. UN-Waffeninspekteur im Irak
- Peter Van Buren, ehemaliger US-Diplomat, US-Außenministerium,   (VIPS assoziiert)
- Kirk Wiebe, ehemaliger  Leitender Analyst, SIGINT Automation Research Center, NSA
- Sarah G. Wilton, Commander, US Naval Reserve (ret.), DIA (i. R.) (VIPS assoziiert)
- Robert Wing, ehemaliger  Foreign Service Officer (VIPS assoziiert)
- Ann Wright, Oberst a. D., United States Army, ehemalige Diplomatin des Auswärtigen Dienstes der Vereinigten Staaten